# نائوکو اوگیماچی
نائوکو اوگیماچی (به ژاپنی: 正親町 雅子 おおぎまち なおこ)، تولد ۱۴ دسامبر ۱۸۰۳ - مرگ ۶ اوت ۱۸۵۶ - جوگو و همسر غیراصلی امپراتور نینکو و مادر امپراتور کومی بود. او یک او آخرین نیواین (امپراتریس بازنشسته) ja:女院 در اواخر دوره ادو بود. پدرش اوگیماچی سانه‌میتسو ja:正親町実光 بود. مادرش چیکو، دختر کینکو یوتسوجی بود. او علاوه بر امپراتور کومی، دو شاهزاده دیگر و یک دختر داشت. خانواده اوگیماچی خانواده ای معتبر بودند که شاخه ای از خانواده توین از مکتب کان این بودند و از رتبه خانوادگی اورین بودند.

## زندگی
در سال ۱۸۲۰ (بونسی ۳)، او وارد کاخ داخلی امپراتور نینکو شد و به عنوان بانوی موقت دربار منصوب شد و سال بعد در سال ۱۸۲۱ (بونسی ۴)، به عنوان بانوی دربار منصوب شد. در سال ۱۸۴۲ (تنپو ۱۳)، او به رتبه شوگوی (رتبه پنجم ارشد) ارتقا یافت و سال بعد در سال ۱۸۴۳ (تنپو ۱۴)، فوجینو دایناگون نو تسوبونه نامیده شد. در سال ۱۸۴۷ (کوکا ۴)، او از خدمت دربار بازنشسته شد، رتبه جوسانمی (رتبه سوم جوان) به او اعطا شد و توسط والدینش، خانواده اوگیماچی، به سرپرستی گرفته شد. در سال ۱۸۴۹ (کای ۲)، او موهایش را تراشید و دربار امپراتوری در مورد اعطای عنوان نیواین و محل اقامت به او بحث می‌کرد. شوگون‌سالاری موافقت کرد که عنوان نیواین را در حالی که او هنوز زنده بود، به او اعطا کند، زیرا همسر اصلی امپراتور نینکو، تاکاتسوکاسا یاسوکو ja:鷹司祺子، قبلاً فوت کرده بود و نیوئینی وجود نداشت، و از آنجایی که او قبلاً از دربار امپراتوری بازنشسته شده بود و هیچ نفوذی نداشت، و در سال ۱۸۵۰ (کای ۳)، او سومین ملکه شد و عنوان این را به دست آورد و نام شینتایکنمونین را برای خود برگزید (همان عنوان توسط مادر امپراتور گوموراکامی، آنو ریکو، نیز به او داده شده بود، اما دربار امپراتوری قبل از دوره میجی مشروعیت دربار جنوبی را به رسمیت نمی‌شناخت، بنابراین این موضوع مورد توجه قرار نگرفت). قبر او در آرامگاه تسوکینووا در معبد سنیوجی در ایماکومانو ایزومیاما-چو، بخش هیگاشیاما، شهر کیوتو، استان کیوتو قرار دارد.